# Тишин, Сергей Георгиевич
Сергей Георгиевич Тишин (1940—2006) — советский и российский учёный, кандидат технических наук, профессор.
Автор 48 опубликованных работ, из них 8 учебно-методического характера; автор  8 изобретений. Результаты его научных трудов были опубликованы в отечественных и зарубежных изданиях, вошли в учебники и учебные пособия, неоднократно отмечались премиями Госкомобразованпия СССР, энергетической промышленности и медалями ВДНХ.

## Биография
Родился 12 января 1940 года в Перми в семье военнослужащих. 
Окончив восемь классов в средней школе Тульской области, поступил на теплотехническое отделение Новомосковского химико-механического техникума. С отличием окончив техникум и получив специальность теплотехника, начал работать на Первомайской ТЭЦ «Тулэнерго», где проработал два года. Затем руководство ТЭЦ приняло решение направить молодого и перспективного работника на учебу в Московский энергетический институт. 
В 1967 году Сергей Тишин с отличием окончил МЭИ и остался работать на кафедре «Тепловых электрических станций» (ТЭС), где прошел ступени карьерного роста от лаборанта до заведующего кафедрой ТЭС, защитил кандидатскую диссертацию. Кафедрой ТЭС Сергей Тишин руководил в течение 10 лет: с 1991 по 2001 год. С июня 2001 года остался работать на ней в должности профессора.
С.Г. Тишин вел в МЭИ курсы лекций по технологии централизованного производства электроэнергии теплоты, а также тепловым и атомным станциям в рамках инженерной и бакалаврской подготовки специалистов. Руководил курсовым и дипломным проектированием, участвовал в методическом обеспечении учебного процесса и выполнении научно-методических работ кафедры и университета. Являлся председателем научно-методической комиссии по специальности ТЭС.
Занимаясь научно-педагогической деятельностью, вёл и общественную работу — был командиром студенческих строительных отрядов в Якутии и Башкирии, ответственным за НИРС и членом партийного бюро теплоэнергетического факультета МЭИ. В разные годы Тишин являлся членом редколлегии журнала «Энергосбережение и водоподготовка».
Умер в апреле 2006 года.

## Заслуги
- За большой трудовой вклад и плодотворную многолетнюю деятельность был удостоен в 2005 году премии МЭИ «Почет и признание».[3]
- Также был удостоен звания лауреата премии Правительства Республики Мордовия в области науки и техники и звания лауреата премии Правительства РФ в области науки и техники за создание учебника «Тепловые и атомные электрические станции».[1]